# Bicellonycha championi
Bicellonycha championi is een keversoort uit de familie glimwormen (Lampyridae). De wetenschappelijke naam van de soort werd voor het eerst geldig gepubliceerd in 1989 door Zaragoza Caballero.